# Diómedes Antonio Espinal de León

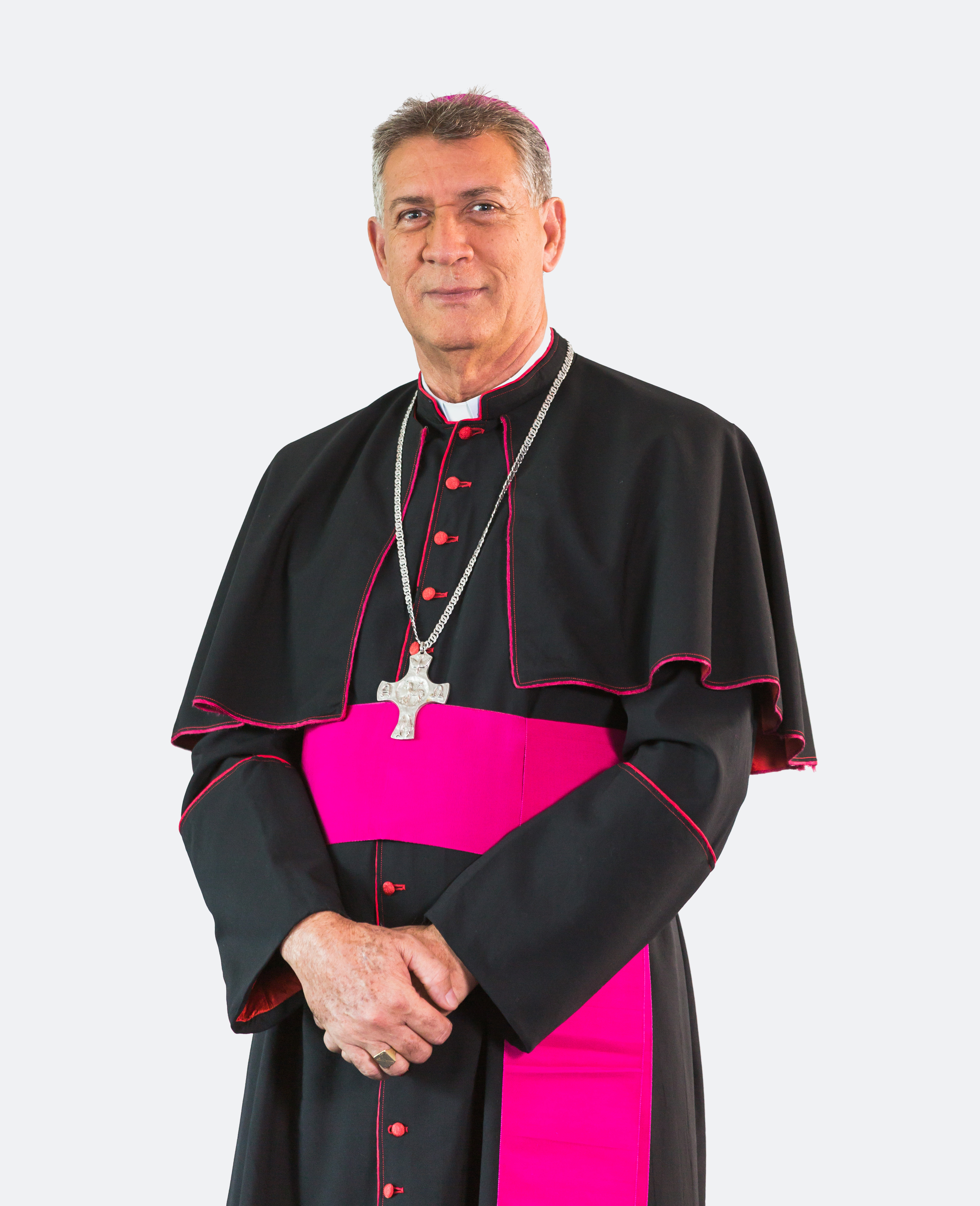
Diómedes Antonio Espinal de León, 2014

Diómedes Espinal de León (* 25. August 1949 in Villa Trina) ist Bischof von Mao-Monte Cristi.

## Leben
Diómedes Espinal de León empfing am 22. Juli 1978 die Priesterweihe.
Papst Johannes Paul II. ernannte ihn am 20. April 2000 zum Titularbischof von Vardimissa und Weihbischof in Santiago de los Caballeros. Der Erzbischof von Santiago de los Caballeros, Juan Antonio Flores Santana, spendete ihm am 2. Juni desselben Jahres die Bischofsweihe; Mitkonsekratoren waren François Robert Bacqué, Apostolischer Nuntius in der Dominikanischen Republik, und Francisco Ozoria Acosta, Bischof von San Pedro de Macorís.
Am 24. Mai 2006 wurde er zum Bischof von Mao-Monte Cristi ernannt und am 22. Juli desselben Jahres in das Amt eingeführt. 